# Acanthoponera minor
Acanthoponera minor är en myrart som först beskrevs av Auguste-Henri Forel 1899.  Acanthoponera minor ingår i släktet Acanthoponera och familjen myror. Inga underarter finns listade i Catalogue of Life.

## Bildgalleri

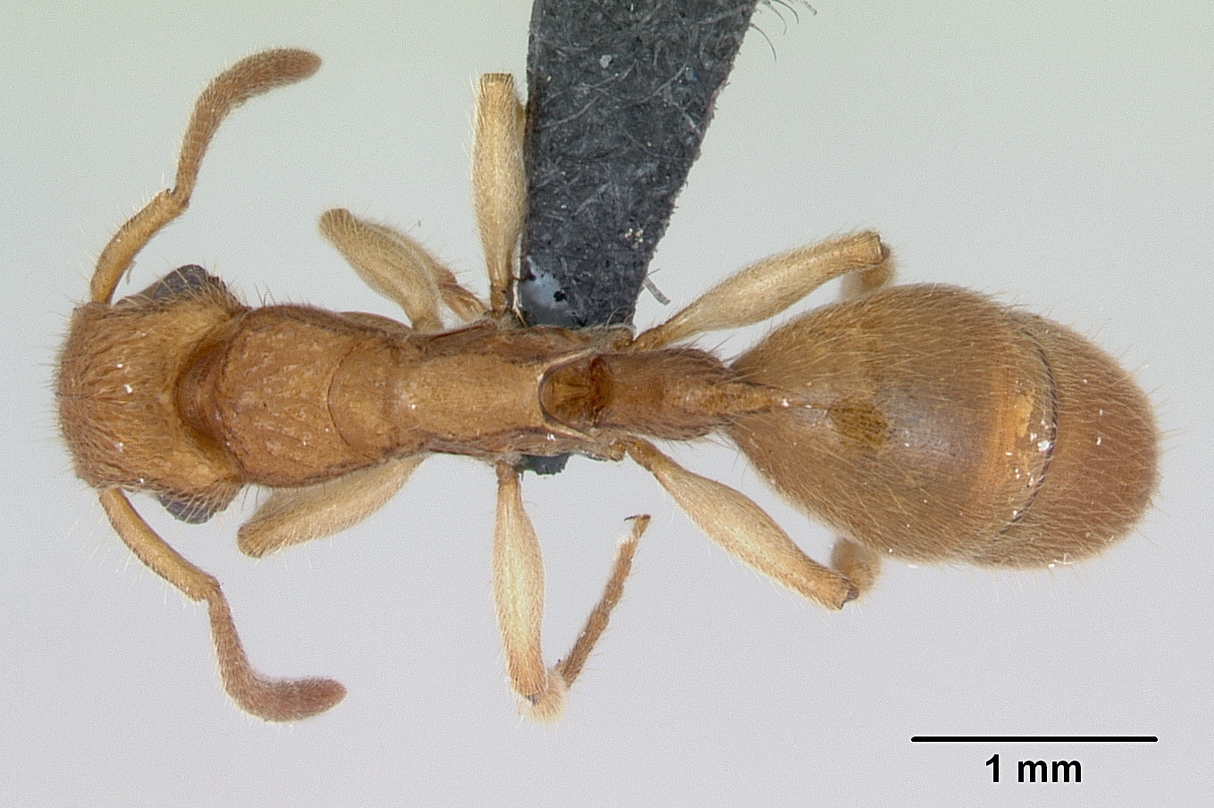
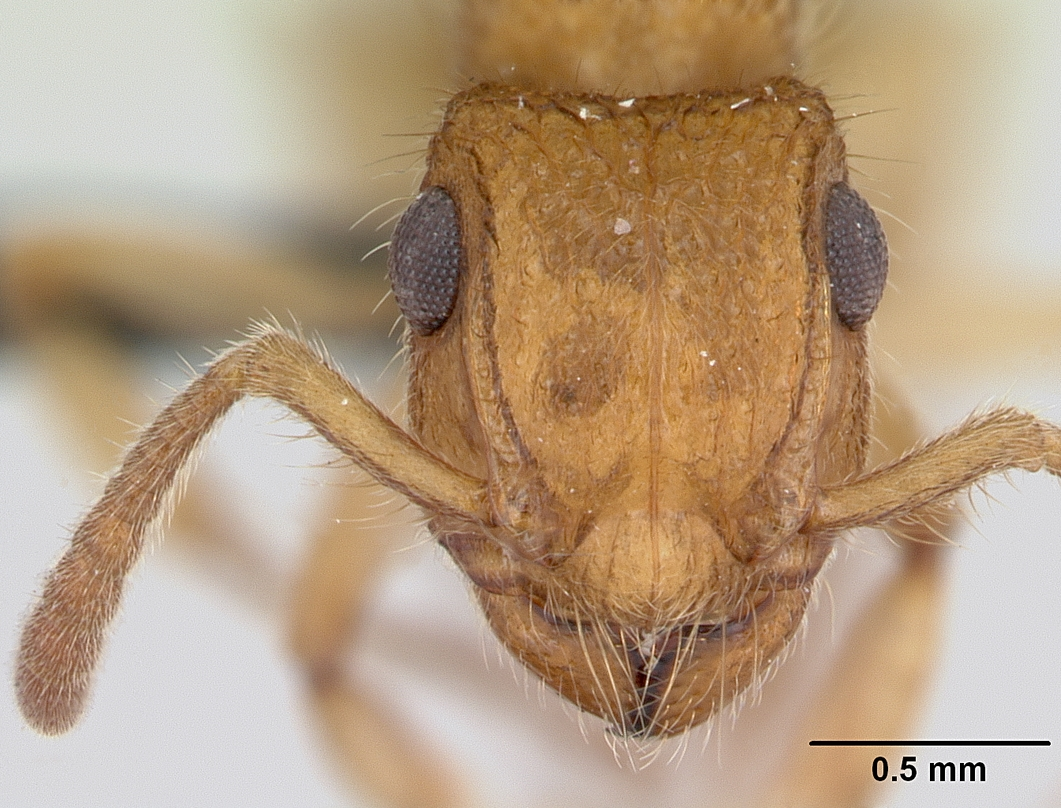
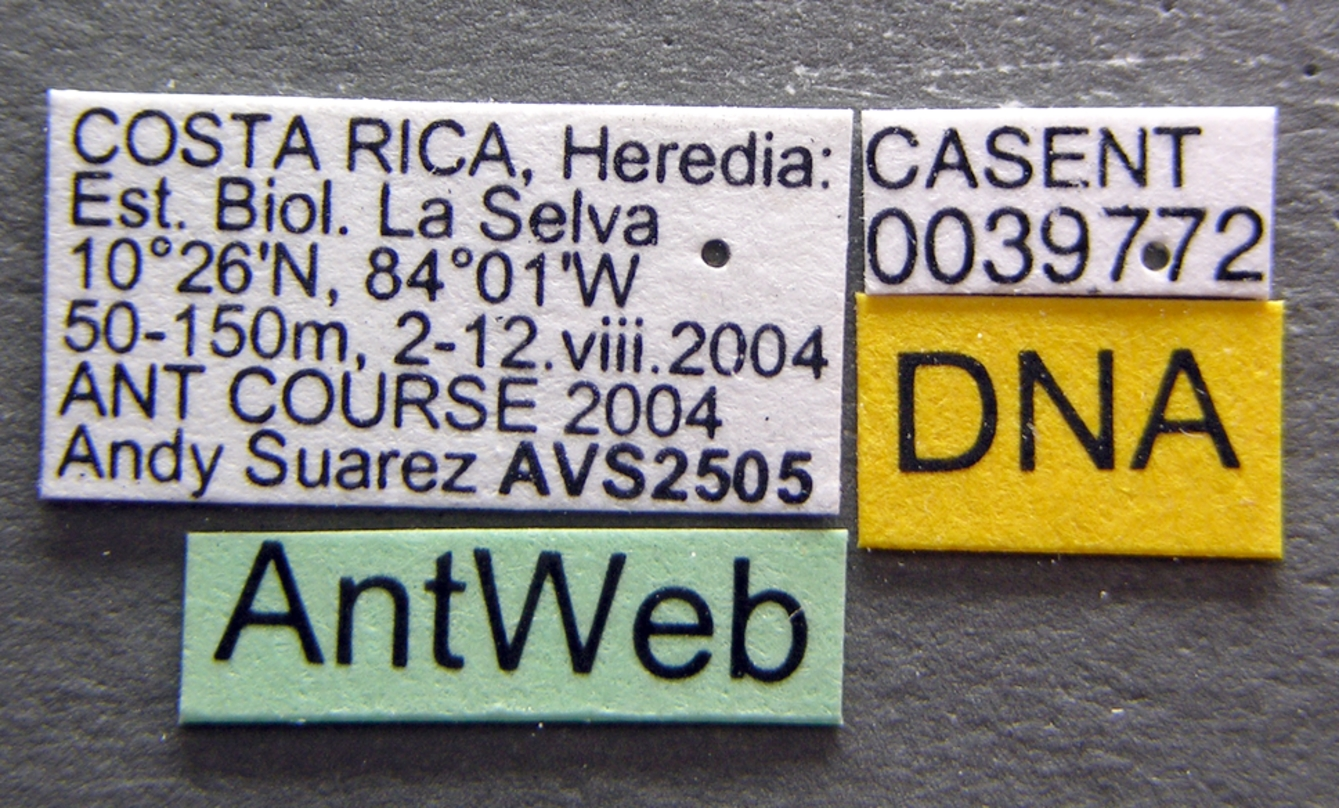
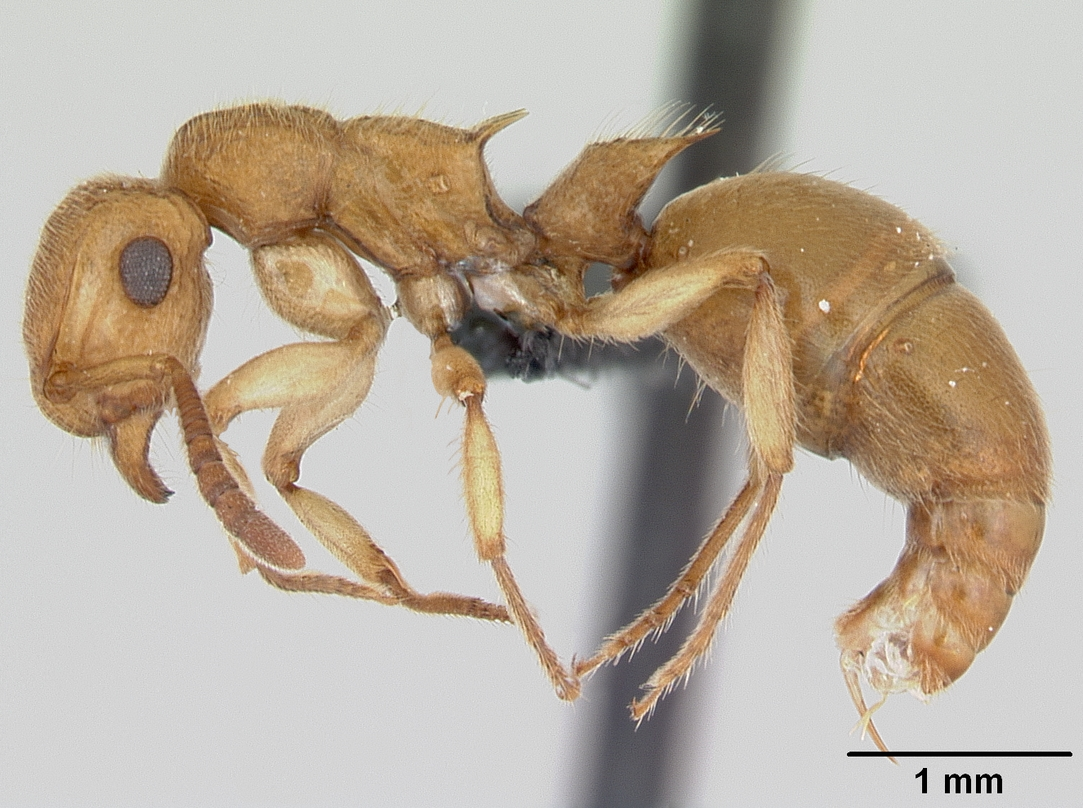
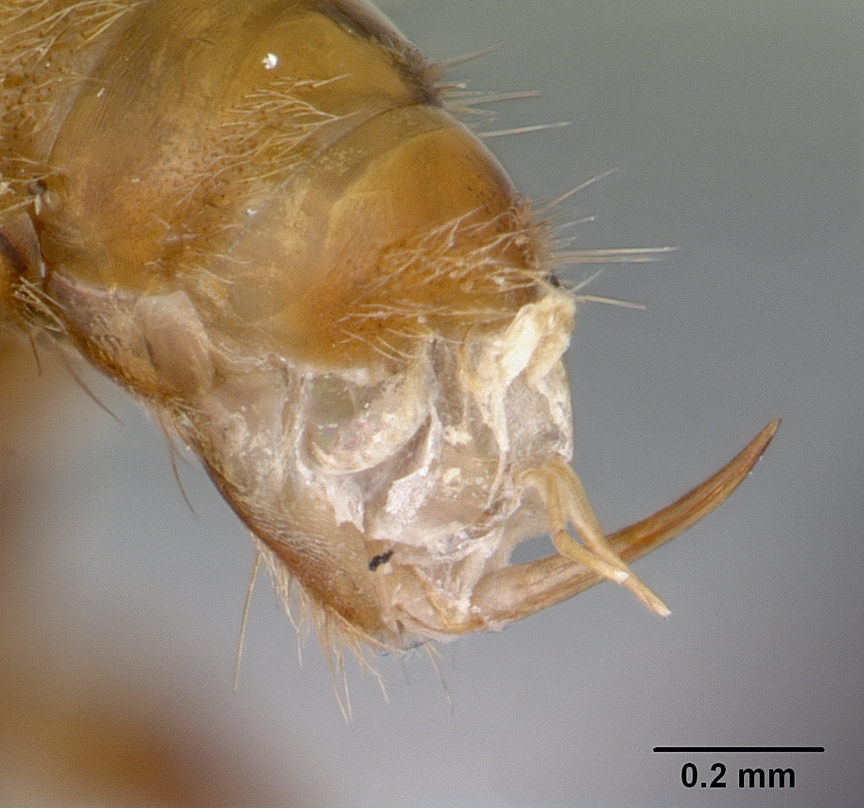
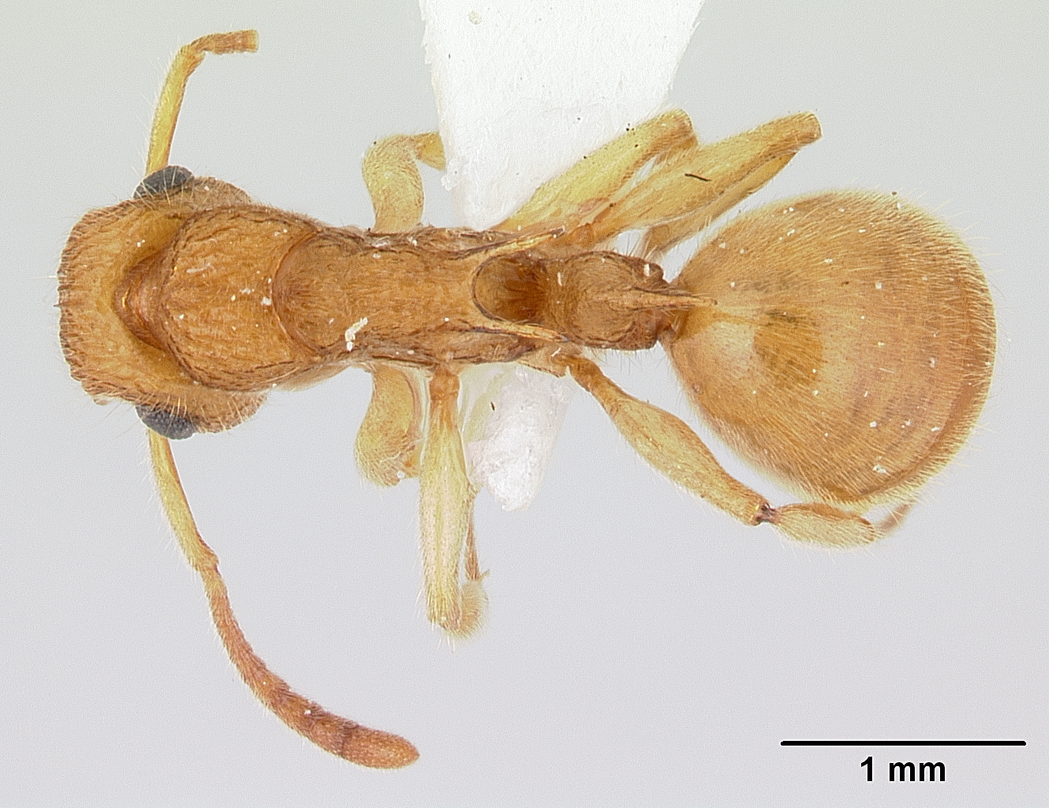